# Nullanullia maitlia
Nullanullia maitlia är en insektsart som beskrevs av Rentz, D.C.F. 1990. Nullanullia maitlia ingår i släktet Nullanullia och familjen Gryllacrididae. Inga underarter finns listade i Catalogue of Life.